# 97,5e centile

95 % de l'aire sous la courbe de la distribution normale se situe à moins de 1,96 écart-type de la valeur moyenne.

En probabilités et en statistiques, le 97,5e centile de la distribution normale standard est un nombre couramment utilisé. La valeur approximative de ce nombre est de 1,96, ce qui signifie que 95 % de l'aire sous une courbe normale se situe à environ 1,96 écart-type de la moyenne. En raison du théorème central limite, ce nombre est utilisé dans la construction d'intervalles de confiance d'environ 95 %. Son omniprésence est due à la convention arbitraire mais courante en statistiques scientifiques et fréquentistes, consistant à utiliser des intervalles de confiance avec une probabilité de 95 %,. Bien que d'autres conventions existent, celle-ci semble particulièrement courante dans les statistiques médicales, et dans d'autres domaines d'application, tels que les sciences de la terre, les sciences sociales et la recherche commerciale.
Il n’existe pas de nom unique accepté pour ce nombre; il est également communément appelé "écart normal standard", "score normal" ou "score Z" pour le point de centile 97,5, le "point 0,975", ou simplement sa valeur approximative, 1,96.
Si la variable aléatoire X a une distribution normale standard, c'est-à-dire X ~ N(0,1),
{\displaystyle \mathrm {P} (X>1.96)\approx 0.025,\,}
{\displaystyle \mathrm {P} (X<1.96)\approx 0.975,\,}
et comme la distribution normale est symétrique,
{\displaystyle \mathrm {P} (-1.96<X<1.96)\approx 0.95.\,}
Une notation pour ce nombre est z.975. À partir de la fonction de densité de probabilité de la distribution normale standard, la valeur exacte de z 0,975 est déterminée par
{\displaystyle {\frac {1}{\sqrt {2\pi }}}\int _{-\infty }^{z_{.975}}e^{-x^{2}/2}\,\mathrm {d} x=0.975.}

## Histoire

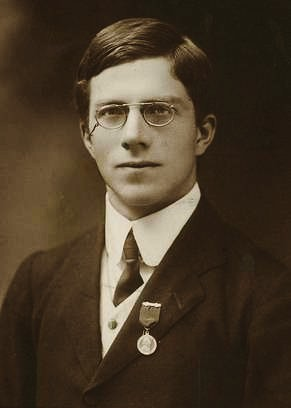
Ronald Fisher.

L'utilisation de ce nombre dans les statistiques appliquées peut être attribuée à l'influence de l'ouvrage classique de Ronald Fisher, Statistical Methods for Research Workers, publié pour la première fois en 1925 :
« The value for which P =.05, or 1 in 20, is 1.96 or nearly 2 ; it is convenient to take this point as a limit in judging whether a deviation is to be considered significant or not. »
« la valeur pour laquelle P = 0.05, ou 1 sur 20, est 1.96 ou presque 2 ; il est pratique de prendre ce point comme limite pour juger si une déviation doit être considérée comme significative ou pas. »
Dans le tableau 1 du même ouvrage, il donne la valeur plus précise 1,959 964. En 1970, la valeur tronquée à 20 décimales fut calculée comme étant 1,959 963 984 540 054 235 52.
La valeur approximative couramment utilisée de 1,96 est donc précise à plus d'une part pour 50 000, ce qui est plus que suffisant pour les travaux appliqués.
Certaines personnes utilisent même la valeur 2 à la place de 1,96, rapportant un intervalle de confiance de 95,4 % comme intervalle de confiance de 95 %. Ceci n'est pas recommandé mais est parfois observé.

## Fonctions dans plusieurs logiciels courants
L’inverse du de la fonction cumulative de la distribution normale standardisée peut être utilisé pour calculer cette valeur. Le tableau suivant fournit les commandes qui renvoient 1,96 dans certains logiciels courants :
| Application                    | Fonction                                       |
| ------------------------------ | ---------------------------------------------- |
| Excel                          | NORM.S.INV (0,975)                             |
| MATLAB                         | norminv (0,975)                                |
| R                              | qnorm (0,975)                                  |
| Python (SciPy)                 | scipy.stats.norm.ppf (0.975)                   |
| SAS                            | probit (0,025);                                |
| SPSS                           | x = COMPUTE IDF.NORMAL (0,975,0,1).            |
| Stata                          | invnormal (0,975)                              |
| Wolfram Language (Mathematica) | InverseCDF[Distribution Normale[0, 1], 0,975], |

## Voir également
- Marge d'erreur
- Probit
- Plage de référence
- Erreur type (statistiques)
- Règle 68-95-99,7